# Cruz de los Mártires
La Cruz de los Mártires hace referencia a cualquiera de los dos monumentos en forma de cruz erigidos en el siglo XX en Santa Fe, Nuevo México, en conmemoración de la muerte de 21 clérigos católicos durante la Rebelión de los indios de Nuevo México (los llamados "mártires"). El primero de los dos estaba cerca de la carretera Old Taos Highway y La Cruz Road, que lleva el nombre del monumento.La Midland Bridge Company fabricó esta cruz para los diseñadores Ralph Emerson Twitchell, Edgar L. Street y Warren G. Turley, utilizando hormigón armado.La cruz se dedicó durante las Fiestas de Santa Fe de 1920. La Historic Santa Fe Foundation y el Fiesta Council encargaron una segunda Cruz de los Mártires en 1994, hecha de acero, cerca de Fort Marcy.

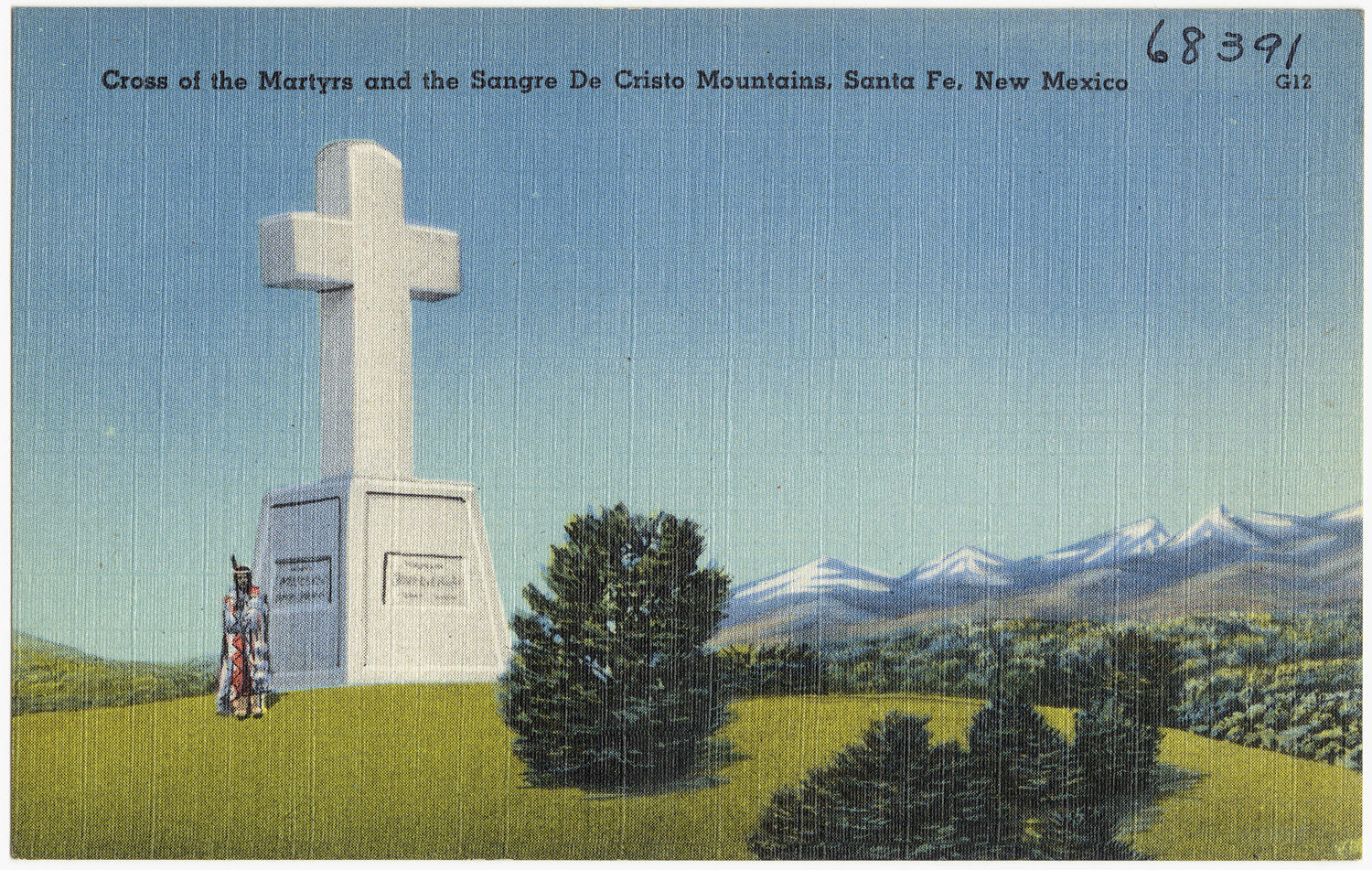
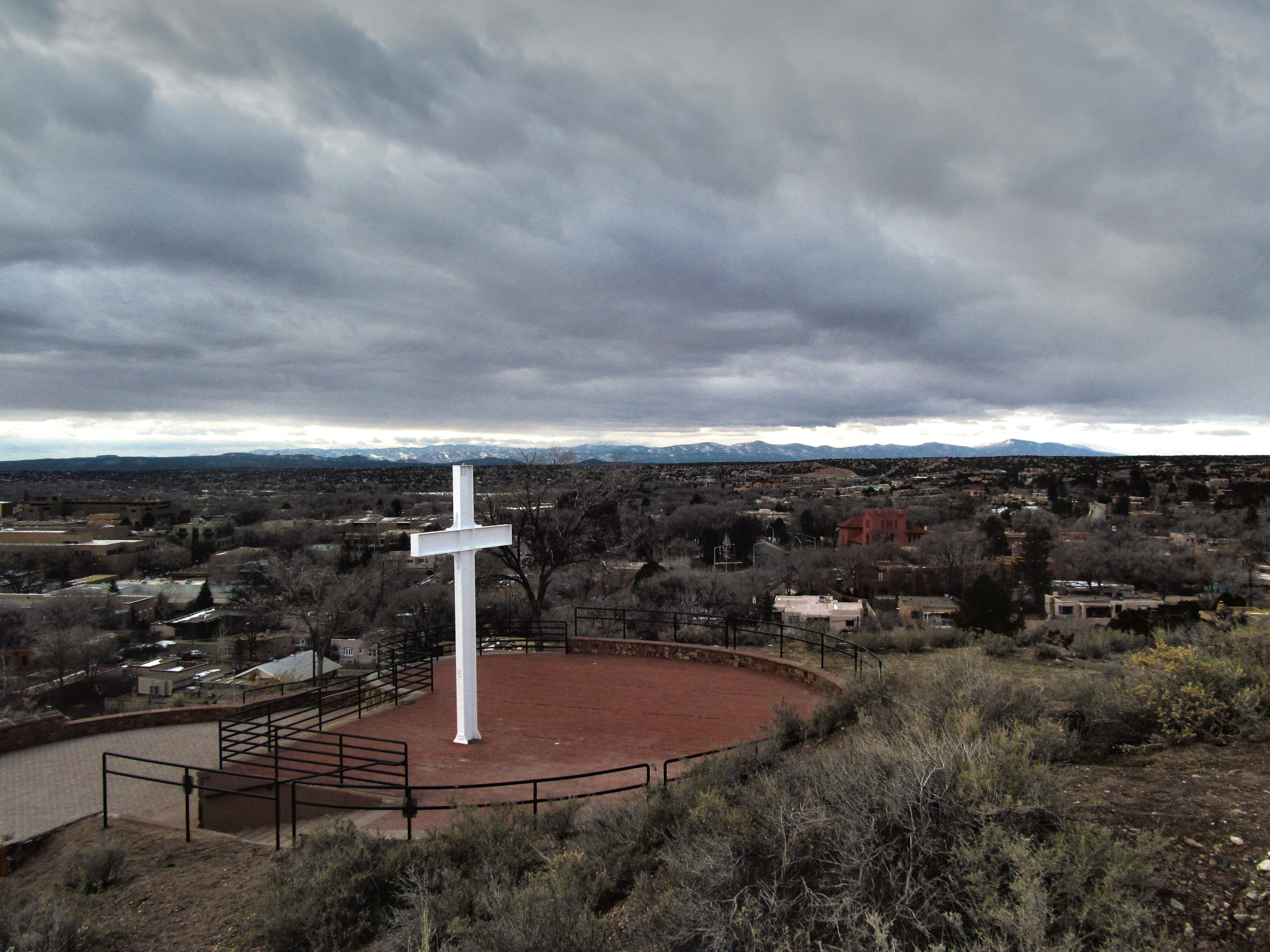
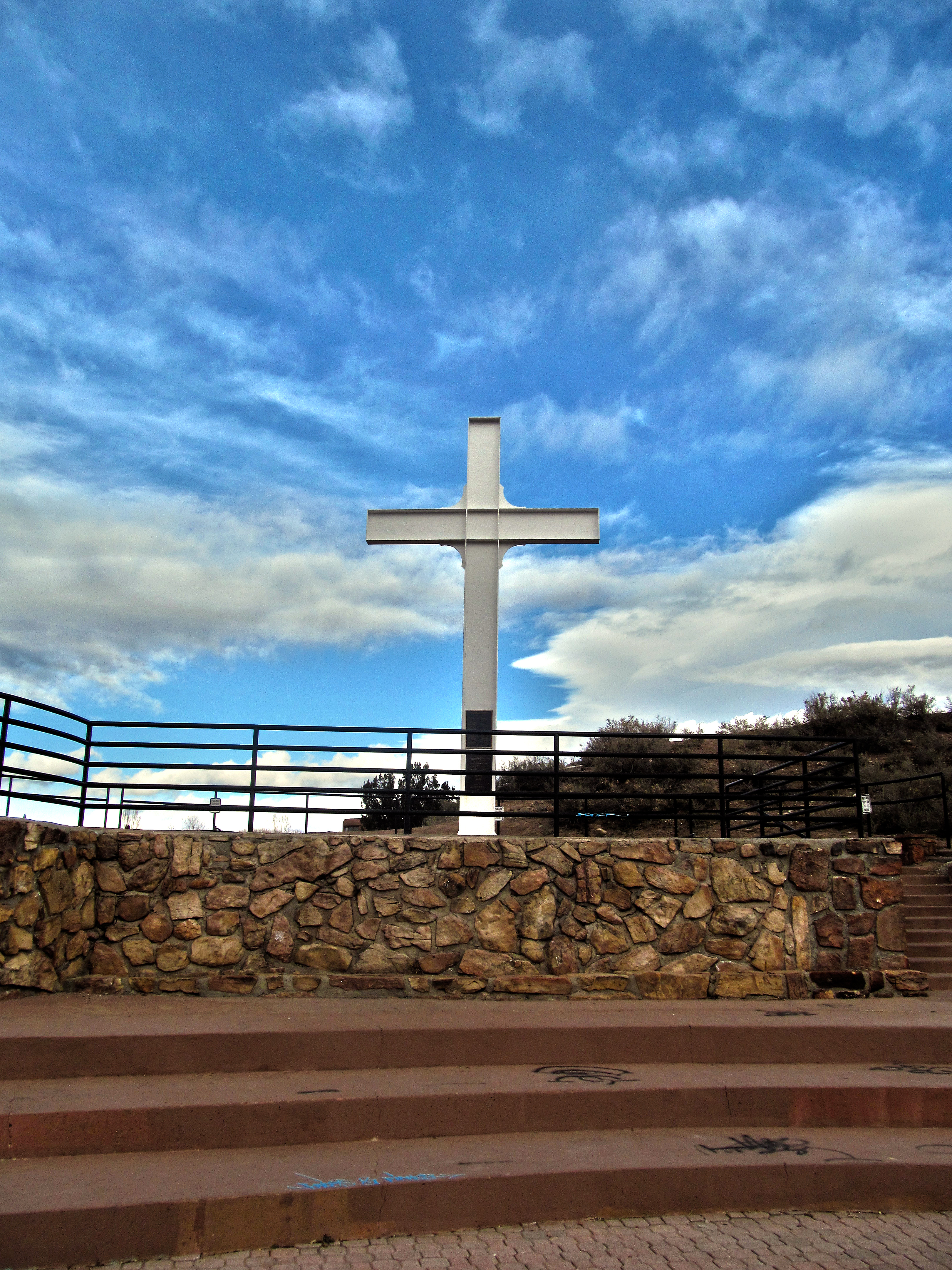